# هنري بريغز (عالم رياضيات)
هنري بريغز (بالإنجليزية: Henry Briggs)‏ هو عالم رياضيات إنجليزي اشتهر أساسا بفضل تغييره للّوغاريتم النِيبْيَري [الإنجليزية] (ميّز عن اللوغاريتم ذو القاعدة e) في الشكل الذي اخترعه جون نابير إلى شكله ذي القاعدة المساوية لعشرة.

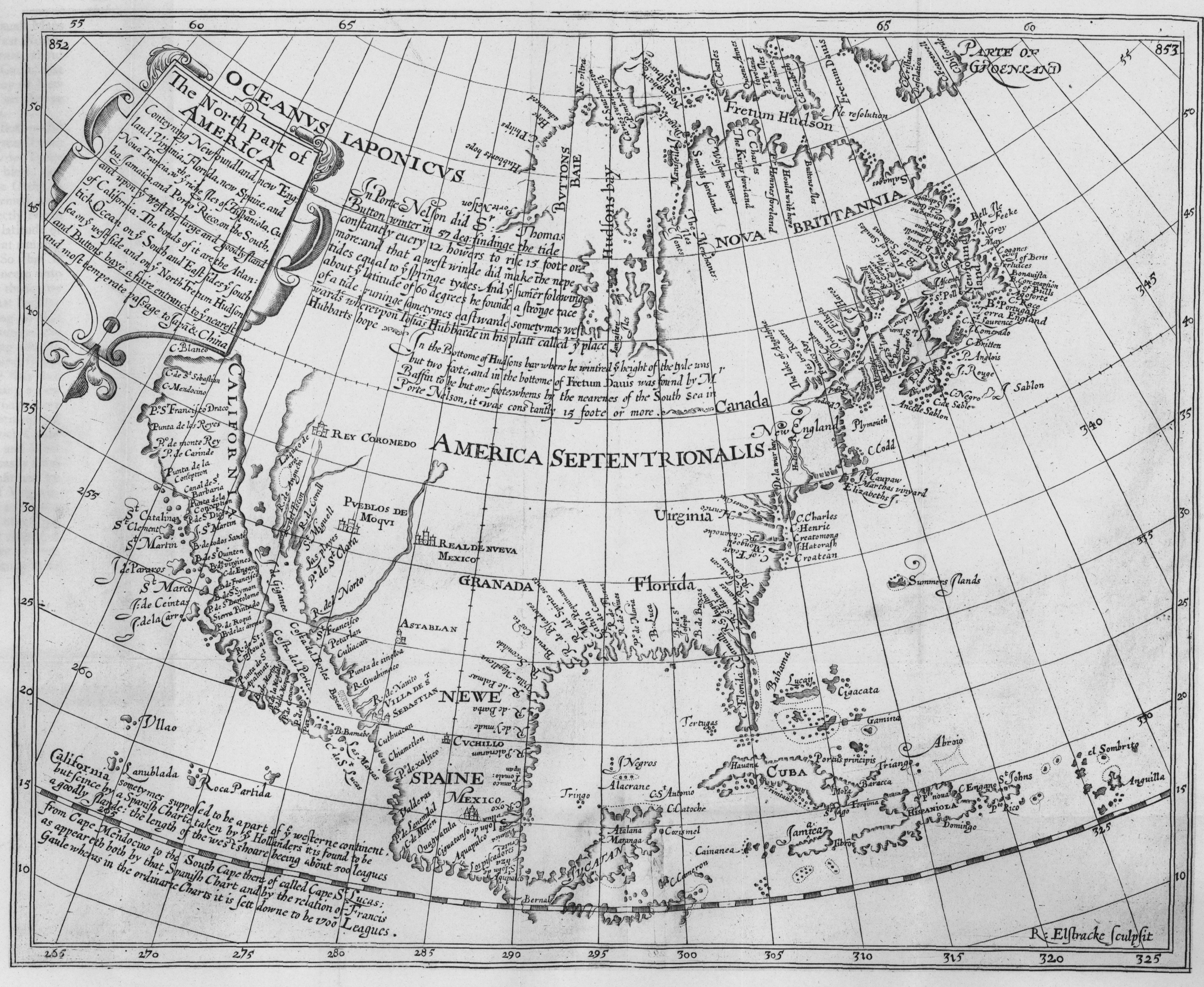
خريطة لهنري بريغز، 1625

## روابط خارجية
- هنري بريغز (عالم رياضيات) على موقع الموسوعة البريطانية (الإنجليزية)